# WTA Tour Championships 1992 - Doppio
Il doppio del torneo di tennis WTA Tour Championships 1992, facente parte del WTA Tour 1992, ha avuto come vincitrici Arantxa Sánchez Vicario e Helena Suková che hanno battuto in finale Larisa Neiland e Jana Novotná con il punteggio di 7–6, 6–1.

## Teste di serie
1. Arantxa Sánchez Vicario /  Helena Suková (Campionesse)
2. Larisa Neiland /  Jana Novotná (finale)

1. Gigi Fernández /  Nataša Zvereva (semifinali)
2. Martina Navrátilová /  Pam Shriver (semifinali)

## Tabellone

### Legenda
| - Q = Qualificato - WC = Wild card - LL = Lucky loser | - ALT = Alternate - SE = Special Exempt - PR = Protected Ranking | - w/o = Walkover - r = Ritirato - d = Squalificato |